# Rotte (fiume Paesi Bassi)
La Rotte è un fiume dei Paesi Bassi che scorre nella provincia dell'Olanda Meridionale. Affluente della Nieuwe Maas, dal suo nome deriva quello della città di Rotterdam, che significa "diga (dam) sulla Rotte".

## Geografia
Il fiume Rotte sorge presso il mulino "De Oorsprong", nei dintorni di Moerkapelle. e sfocia a Rotterdam nella Nuova Mosa.

## Storia
Il fiume Rotte è menzionato per la prima volta intorno al 1150.
Nel 1270 fu eretta lungo il fiume Rotte una diga lunga 400 metri, che serviva per proteggere gli argini del fiume Mosa.